# Willie Young (football américain)
(en) Statistiques sur pro-football-reference
Willie Young (né le 19 septembre 1985 à Riviera Beach) est un joueur américain de football américain. 

## Enfance
Young fais ses études à la Beach Gardens Community High School, jouant au football américain, basket-ball ainsi que de l'athlétisme. En 2003, il fait soixante tacles et neuf sacks. En 2004, il tacle à soixante-cinq reprises et fait douze sacks. Le site de recrutement Scout.com le classe trois étoiles.

## Carrière

### Université
Il entre à l'université d'État de Caroline du Nord où il obtient son diplôme en science et technologie. En 2005, il est redshirt (première saison universitaire, les joueurs ne jouent aucun match ou très peu). En 2006, il joue tous les matchs de la saison dont cinq comme titulaires ainsi que quarante-quatre tacles et une interception qu'il retourne en touchdown de trente-quatre yards. En 2007, il continue à être un élément récurrent de la formation des Wolfpack en jouant les douze matchs de la saison dont huit comme titulaire, effectuant seize tacles, et casse six passes.
En 2008, il devient titulaire à tous les matchs de la saison et impressionne par ses statistiques défensives avec 12,5 tacles, 6,5 sacks et surtout vingt-six pressions sur quarterback.

### Professionnel
Willie Young est sélectionné au septième tour du draft de la NFL de 2010 par les Lions de Detroit au 213e choix. Pour sa première saison en professionnel (rookie), il entre au cours de deux matchs.